# Novocaine (filme de 2025)
Novocaine (bra: Novocaine: À Prova de Dor) é um filme norte-americano de comédia de ação e suspense, dirigido por Dan Berk e Robert Olsen. A trama acompanha Nathan Caine (Jack Quaid), um executivo de banco que possui a incapacidade de sentir dor. Quando sua namorada e colega de trabalho (Amber Midthunder) é feita refém por um grupo de assaltantes, ele parte em uma missão para resgatá-la. O elenco também inclui Ray Nicholson, Jacob Batalon, Betty Gabriel e Matt Walsh.
Novocaine foi lançado no dia 13 de março de 2025 em Portugal e no Brasil foi lançado no dia 27 de março de 2025, com distribuição da Paramount Pictures.

## Enredo
Nathan Caine é um introvertido de temperamento tranquilo que nasceu com insensibilidade congênita à dor (CIP). Ele trabalha como assistente de gerência em uma cooperativa de crédito em San Diego. Sua colega de trabalho, Sherry Margrave, demonstra interesse romântico por ele, mas Nathan hesita devido à sua condição e à falta de experiência com mulheres. Durante uma noite em um bar com Sherry, ele reencontra um antigo colega de escola que costumava intimidá-lo, chamando-o de "Novocaína". Para se vingar, Nathan e Sherry enganam o valentão, fazendo-o beber um shot de molho de pimenta, e acabam passando a noite juntos.
Na manhã seguinte, na véspera de Natal, um grupo de assaltantes vestidos de Papai Noel, liderado por Simon Greenly, rouba o banco e leva Sherry como refém. Em um ato impulsivo, Nathan rouba um carro de polícia para persegui-los, mas acaba seguindo o veículo errado e se envolve em um confronto com outro dos criminosos, Ben Clark, dentro da cozinha de um restaurante. Nathan consegue matar Ben a tiros, mas não antes de queimar gravemente sua mão em uma fritadeira.
Ao notar uma tatuagem no corpo de Ben, Nathan rastreia o tatuador e o pressiona até conseguir o endereço do criminoso, na esperança de encontrar Sherry. No entanto, a casa de Ben está cheia de armadilhas, e Nathan acaba preso em uma delas. Desesperado, ele liga para seu único amigo, um gamer chamado Roscoe Dixon, com quem nunca se encontrou pessoalmente. Logo depois, o irmão de Ben, Andre, chega à casa e começa a torturar Nathan, que finge sentir dor. Roscoe aparece no momento certo, e juntos eles conseguem dominar e matar Andre. A polícia, representada pelos oficiais Mincy Langston e Coltraine Duffy, chega ao local e prende Roscoe, acreditando que ele seja Nathan.
Nathan finalmente descobre o paradeiro de Sherry em uma oficina mecânica e descobre que ela é, na verdade, irmã de Simon. Ela fingiu estar interessada nele para ajudar no assalto, mas acabou se apaixonando de verdade. Simon tenta matar Nathan, ignorando os protestos de Sherry, mas é baleado por Langston, que chega ao local. No entanto, antes de morrer, Simon atira em Duffy e foge em uma ambulância levando Nathan como refém. Sherry consegue se soltar das algemas e parte em perseguição, enquanto Roscoe leva Langston, gravemente ferida, para o hospital.
Nathan recobra a consciência dentro da ambulância, se liberta das algemas e usa um desfibrilador para fazer Simon perder o controle do veículo. Irritado, Simon quebra o braço de Nathan assim que Sherry chega. No momento em que Simon está prestes a matá-la, Nathan injeta adrenalina em si mesmo e, num último esforço, mata Simon enfiando um osso exposto em sua mandíbula antes de desmaiar, exausto por seus ferimentos. Ele entra em coma e, duas semanas depois, acorda e descobre que foi condenado a seis meses de prisão domiciliar.
Um ano depois, Nathan visita Sherry, que está prestes a concluir uma curta sentença por seu envolvimento no roubo. Eles compartilham uma torta de cereja, o primeiro alimento sólido que Nathan já comeu, apresentado a ele por Sherry em seu primeiro encontro. Enquanto ela é levada de volta à cela pelos guardas, Nathan mastiga e sorri, ansioso por sua liberdade e feliz por tê-la em sua vida.

## Elenco
- Jack Quaid como Nathan Caine, um executivo de banco protegido que não sente dor.
- Amber Midthunder como Shari, a namorada de Nathan, que é sequestrada por assaltantes de banco.
- Ray Nicholson como um dos assaltantes do banco.
- Jacob Batalon como o melhor amigo de Nathan.
- Betty Gabriel como policial do Departamento de Polícia de San Diego (SDPD).
- Matt Walsh como Coltraine Duffy, policial do Departamento de Polícia de San Diego (SDPD).
- Conrad Kemp como Andre Clark, um dos assaltantes do banco.
- Evan Hengst como Ben Clark, assaltante de banco e irmão de Andre.
- Craig Jackson como Nigel, gerente de Nathan.
- Lou Beatty Jr. como Earl, um dos clientes do banco de Nathan.

## Produção
Em outubro de 2023, foi anunciado que Jack Quaid estrelaria o filme de ação e suspense Novocaine, dirigido por Dan Berk e Robert Olsen e escrito por Lars Jacobson. O filme é a primeira produção do selo Infrared, da FilmNation Entertainment.
Em fevereiro de 2024, a Paramount Pictures adquiriu os direitos do filme, e Amber Midthunder foi confirmada no elenco. Em março, Ray Nicholson, Jacob Batalon, Betty Gabriel e Matt Walsh também se juntaram à produção. As filmagens começaram em 8 de abril de 2024, na Cidade do Cabo, África do Sul. O filme foi financiado pela Domain Entertainment.

## Lançamento
Novocaine foi lançado nos Estados Unidos em 14 de março de 2025. Em Portugal, o filme foi lançado um dia antes, em 13 de março de 2025. No Brasil, o filme estava previsto para estrear em 13 de março, mas a Paramount Pictures adiou o lançamento para 27 de março ao divulgar o último trailer antes da estreia.

## Recepção

### Bilheterias
Até o dia 25 de março de 2025, Novocaine arrecadou $11,5 milhões nos Estados Unidos e Canadá, e $1,8 milhão nos outros países, totalizando $13,3 milhões mundialmente.
Nos Estados Unidos e Canadá, o filme foi lançado junto com Black Bag, Opus, The Last Supper e a estreia em larga escala de The Day the Earth Blew Up: A Looney Tunes Movie, com projeções de arrecadar entre $7 milhões e $12 milhões em seu fim de semana de estreia, em 3.365 cinemas. No primeiro dia, o filme faturou $3,9 milhões, incluindo aproximadamente $1,8 milhão de sessões prévias. Ao final do fim de semana, estreou com $8,8 milhões, liderando as bilheterias no fim de semana com a menor arrecadação de 2025 até então ($54,7 milhões no total para todos os filmes em cartaz).

### Crítica
No site agregador de críticas Rotten Tomatoes, 82% das 153 resenhas dos críticos são positivas, com uma classificação média de 6,6/10/10. O consenso do site diz: "Recebendo uma dose de adrenalina com o carisma marcante de Jack Quaid e Amber Midthunder, enquanto encontra maneiras cada vez mais insanas de explorar seu conceito, Novocaine está longe de ser uma dor de assistir." O Metacritic, que usa uma média ponderada, atribuiu ao filme uma pontuação de 60 em 100, baseado em 33 críticos, indicando críticas "mistas ou médias".